# Goumda Tambari
Goumda Tambari (auch: Gounda Tambari) ist ein Dorf in der Landgemeinde Garagoumsa in Niger.

## Geographie
Das von einem traditionellen Ortsvorsteher (chef traditionnel) geleitete Dorf befindet sich rund zwei Kilometer westlich des Hauptorts Takeita der Landgemeinde Garagoumsa und des gleichnamigen Departements Takeita, das zur Region Zinder gehört. Eine weitere Siedlung in der Umgebung von Goumda Tambari ist Koundoumaoua im Westen.
Es herrscht das Klima der Sahelzone vor, mit einer durchschnittlichen jährlichen Niederschlagsmenge zwischen 300 und 400 mm.

## Bevölkerung
Bei der Volkszählung 2012 hatte Goumda Tambari 1617 Einwohner, die in 185 Haushalten lebten. Bei der Volkszählung 2001 betrug die Einwohnerzahl 361 in 723 Haushalten und bei der Volkszählung 1988 belief sich die Einwohnerzahl auf 501 in 63 Haushalten.
Die Bevölkerungsdichte in diesem Gebiet ist mit über 100 Einwohnern je Quadratkilometer hoch.

## Wirtschaft und Infrastruktur
Das Gebiet der Ebenen im Süden der Region Zinder, in dem Goumda Tambari liegt, ist von einer anhaltenden Degradation der ackerbaulichen Flächen gekennzeichnet, die mit der hohen Bevölkerungsdichte in Zusammenhang steht. Die südwestlich des Dorfs gelegene Goumda-Tambari-Talsperre dient landwirtschaftlichen Zwecken. Es gibt eine Schule im Ort.